# Waldorfstiftung
Die Waldorfstiftung wurde im Jahr 2001 als unselbständige Stiftung des Bundes der Freien Waldorfschulen gegründet. Sie ist als gemeinnützig anerkannt. Stiftungszweck ist die Förderung von Waldorfpädagogik und Waldorfschulen. 
Durch Zustiftungen seit ihrer Begründung ist das Stiftungsvermögen von damals 50.000 DM inzwischen auf 7 Millionen Euro angewachsen (Stand: Juni 2020). Die Ausschüttungen (230.000 Euro im Jahr 2008) gehen vorwiegend in die Lehrerbildung und in pädagogische Projekte.